# Papežská komise
Papežská komise (lat. Pontificia commissio) je výbor katolických odborníků svolaný papežem za určitým účelem. Níže je uveden seznam komisí s daty jejich ustavení a rozpuštění, papežem, který je svolal a rozpustil, a účelem, pro který byly vytvořeny.

## Aktivní komise
| Název                                                                           | Zřízení                    | Účel |
| ------------------------------------------------------------------------------- | -------------------------- | --- |
| Papežská komise pro posvátnou archeologii                                       | 6. 1. 1852 Pius IX.        | Chránit posvátné starobylé hřbitovy, pečovat o jejich zachování, další průzkum, zkoumání, studium, chránit také nejstarší památky prvních křesťanských století, slavné památky, úctyhodné baziliky v Římě, na předměstích a na římské půdě a také v ostatních diecézích po dohodě s příslušnými ordináři. |
| Papežská biblická komise                                                        | 30. 10. 1902 Lev XIII.     | Podporovat biblické studium; oponovat chybným názorům v otázkách Písma svatého; poskytovat rady Magisteriu v oblasti Bible. |
| Papežská komise pro Latinskou Ameriku                                           | 19. 4. 1958 Pius XII.      | Podpora církví vznikajících na latinskoamerickém kontinentu. |
| Mezinárodní teologická komise                                                   | 11. 4. 1969 Pavel VI.      | Studovat doktrinální problémy velkého významu, zejména ty, které představují nové aspekty, a tak nabízet svou pomoc magisteriu církve, zejména Posvátné kongregaci pro nauku víry, při níž je ustavena. |
| Papežská komise pro náboženské vztahy s judaismem                               | 22. 10. 1974 Pavel VI.     | Udržování pozitivních teologických vazeb s Židy a judaismem. |
| Papežská komise „Ecclesia Dei“                                                  | 2. 7. 1988 Jan Pavel II.   | ...usnadnit plné církevní společenství kněžím, seminaristům, komunitám nebo jednotlivým řeholníkům a řeholnicím, kteří byli dosud různými způsoby spojeni s bratrstvem založeným Mons. Lefebvrem a kteří chtějí zůstat spojeni s Petrovým nástupcem v katolické církvi a zachovat si své duchovní a liturgické tradice. |
| Papežská komise pro Městský stát Vatikán                                        | 26. 11. 2000 Jan Pavel II. | Úkolem tohoto úřadu je dohlížet na legislativu Vatikánu místo papeže. |
| Papežská komise pro ochranu nezletilých                                         | 22. 3. 2014 František      | Navrhovat římskému papeži podněty podle způsobů a ustanovení uvedených ve Statutu, aby se podpořila odpovědnost jednotlivých církví za ochranu všech nezletilých a zranitelných dospělých. |
| Papežská komise pro činnost církevních právnických osob v oblasti zdravotnictví | 12. 12. 2015 František     | Komise je pověřena: a) obecná studie o udržitelnosti systému zdravotní péče veřejných právnických osob církve (předpoklady, charakteristika, omezení, provozní/řídící metody, aktuálnost cílů systému zdravotní péče jednotlivých veřejných právnických osob ve věrnosti jejich povaze, poslání a charismatu) tak, aby byla definována možná dlouhodobá provozní strategie i ve vztahu k principům sociální nauky církve; b) návrh řešení krizových situací na základě závěrů obecnější studie a aktivace všech možných zdrojů ve spolupráci s vedoucími dotčených veřejnoprávních právnických osob; c) studium a návrh nových modelů fungování veřejných právnických osob působících v oblasti zdravotnictví, které by byly schopny realizovat původní charisma v současném kontextu. |

## Zaniklé komise
| Název | Zřízení                   | Zánik                     | Účel |
| --- | ------------------------- | ------------------------- | --- |
| Papežská komise pro Rusko | 20. 6. 1925 Pius XI.      | 15. 1. 1993 Jan Pavel II. | Řešení katolických církevních záležitostí v Rusku. V roce 1934 byla pověřena péčí o liturgické knihy a potřeby ruských věřících latinského obřadu. |
| Papežská komise pro revizi Kodexu východního kanonického práva, přejmenovaná 10. června 1972 na Papežskou komisi pro revizi Kodexu východního kanonického práva | 17. 7. 1935 Pius XI.      | 27. 2. 1991 Jan Pavel II. | |
| Papežská komise pro populaci a kontrolu porodnosti | 1963 Jan XXIII.           | ?                         | Analyzujte moderní dopad kontroly porodnosti na římskokatolickou církev. |
| Papežská komise pro kulturní dědictví církve | 29. 6. 1988 Jan Pavel II. | 30. 6. 2012 Benedikt XVI. | Péče o historické a umělecké dědictví církve. |
| Papežská referenční komise pro Institut pro náboženská díla | 24. 6. 2013 František     | 22. 5. 2014 František     | prohloubit právní postavení a činnost Institutu a umožnit jeho lepší sladění s univerzálním posláním Apoštolského stolce. |
| Papežská referenční komise pro studium a řízení organizace ekonomicko-administrativní struktury                                                                 | 18. 7. 2013 František     | 22. 5. 2014 František     | Nabízet technickou podporu odborného poradenství a vypracovávat strategická řešení pro zlepšení, aby se zabránilo plýtvání hospodářskými zdroji, podporovat transparentnost v procesech pořizování zboží a služeb, zdokonalovat správu movitého a nemovitého majetku, pracovat se stále větší obezřetností ve finanční oblasti, zajistit správné uplatňování účetních zásad a zaručit zdravotní péči a sociální zabezpečení všem oprávněným osobám. |

## Interdikasteriální komise
| Název                                                             | Zřízení                   | Účel |
| ----------------------------------------------------------------- | ------------------------- | --- |
| Interdikasteriální pro církve ve východní Evropě                  | 15. 1. 1993 Jan Pavel II. | Následovat a podporovat apoštolské poslání katolické církve ve všech jejích aktivitách a doprovázet ekumenický dialog s pravoslavnými církvemi a s ostatními církvemi východní tradice. Komise bude rovněž dbát na udržování pravidelných kontaktů s různými katolickými institucemi, které dlouhodobě pomáhají katolickým komunitám ve východní Evropě, aby koordinovala jejich činnost a dodávala jí nové podněty. |
| Interdikasteriální komise pro partikulární církve                 | 18. 3. 1989 Jan Pavel II. | Zabývá se ustanovením jednotlivých církví, jakož i jejich zřízením a změnami a jejich orgány. |
| Interdikasteriální komise pro zasvěcené řeholníky                 | 18. 3. 1989 Jan Pavel II. | Bylo to nutné, když Pastor Bonus přesunul jurisdikci nad vnitřním komunitním životem řeholních misionářů z Kongregace pro evangelizaci národů na Kongregaci pro společnosti zasvěceného života a společnosti apoštolského života, která má větší znalosti o řeholních komunitách. |
| Interdikasteriální komise pro formaci kandidátů kněžského svěcení | 18. 3. 1989 Jan Pavel II. | Studovat doktrinální problémy velkého významu, zejména ty, které mají nové aspekty, a tak nabízet svou pomoc magisteriu církve, zejména Posvátné kongregaci pro nauku víry, kde je zřízena. |
| Interdikasteriální komise pro Katechismus katolické církve        | březen 1993 Jan Pavel II. | Koordinace činnosti Katechismu katolické církve, podpora iniciativ pro jeho lepší znalost, zkoumání a schvalování překladů latinského "editio typica". |